# Токелау
Токела́у (англ. Tokelau [ˈtoʊkəlaʊ]) — зависимая территория Новой Зеландии, составная часть новозеландского королевства. В состав Токелау входят 3 небольших острова, расположенных в Тихом океане к северо-востоку от Самоа. Согласно итогам референдумов 2006 и 2007 годов Токелау не стало ассоциированным с Новой Зеландией самоуправляемым государством.

## Этимология
Название «Токелау» в переводе с полинезийского означает «северный ветер». До 1916 года территория была известна европейцам как острова Юнион («острова Союза»). После вступления в силу «Акта о Токелау» 1 января 1949 года прежнее название вышло из употребления.

## Географические данные

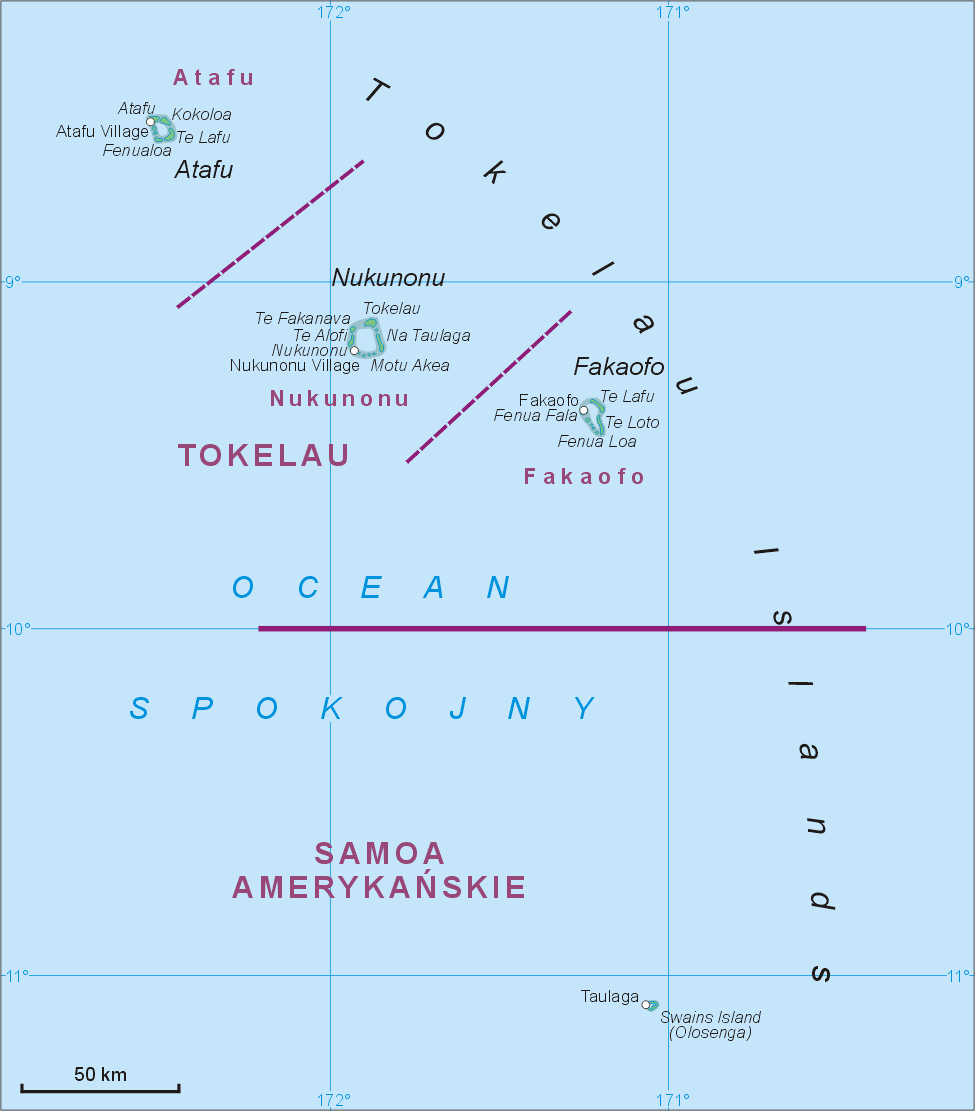
Карта Токелау.

Острова Токелау состоят из трёх атоллов — Атафу, Нукунону и Факаофо, простираясь на 160 километров. Географически к Токелау относится и атолл Суэйнс, административно входящий в состав Американского (Восточного) Самоа. Атоллы состоят из крупных кольцеобразных подводных рифов, над которыми возвышается множество небольших коралловых островов. Островки поднимаются над уровнем океана лишь на 3—4 м.
Поверхность островков сложена обломками кораллов и коралловыми песками. На бедных известняковых почвах растут только панданусы, кокосовые пальмы и кустарники.
Климат Токелау постоянно жаркий, пассатный, влажный. В декабре-марте нередки ураганы.

### Часовой пояс
Территория Токелау располагается в часовом поясе под названием UTC+12. На летнее время Токелау не переходит. Власти Токелау в 2011 году приняли решение отменить день 30 декабря 2011 года (с 29-го сразу перешли на 31 декабря) и, таким образом, поменять часовой пояс UTC-10 на UTC+12 (на единое новозеландское время) с 31 декабря 2011 года.

### Географическое положение атоллов
| Атолл    | Географические координаты       |
| -------- | ------------------------------- |
| Атафу    | 8°33′06″ ю. ш. 172°30′03″ з. д. |
| Нукунону | 9°10′06″ ю. ш. 171°48′35″ з. д. |
| Факаофо  | 9°21′55″ ю. ш. 171°12′54″ з. д. |

## История
В 1765 году английский мореплаватель Джон Байрон открыл острова Токелау, которым (вместе с Туамоту) дал название «Острова герцога Йоркского».
В 1889 году острова приняли протекторат Великобритании.
С 1916 года они вошли в состав британской колонии Острова Гилберта и Эллис. В 1925 году переданы под управление Новой Зеландии.
В настоящее время Токелау является владением Новой Зеландии, управляемым на основе Акта Токелау (1948), с поправками, внесёнными в период 1963—1999 годов. Согласно этому документу, Новая Зеландия обеспечивает оборону островов.

## Политическая структура
Глава государства — монарх Новой Зеландии, представленный в стране администратором (англ. Administrator of Tokelau); с 2022 года им является Дон Хиггинс. С 6 февраля 1952 года монархом Новой Зеландии являлась Елизавета II, а с 8 сентября 2022 года — её сын Карл III.
Глава правительства (Улу-о-Токелау) Эсера Фофо Туисано (с 17 марта 2025 года, ранее занимал эту должность в 2020—2021 годах) возглавляет так называемый Совет Файпуле, в который входят 3 вождя атоллов. Совет выполняет функции правительства. В него также входят старосты всех трёх поселений.
Администратор назначается министром иностранных дел и торговли Новой Зеландии, а глава правительства назначается из трёх вождей атоллов на один год.
Законодательная власть принадлежит однопалатному парламенту (20 мест) — General Fono. В состав парламента Советы старейшин атоллов (Taupulega) избирают представителей на срок 3 года.
С 2002 года власти Токелау совместно с комитетом ООН по деколонизации и властями Новой Зеландии разрабатывали план по созданию независимого государства на основе договора о сотрудничестве с Новой Зеландией. Парламент Токелау проголосовал за независимость, тогда как парламент Новой Зеландии и ООН отложили принятие решения по этому вопросу до проведения референдума среди населения островов.
Предложение о самоопределении Токелау в форме свободной ассоциации с Новой Зеландией было вынесено на референдум 11 февраля 2006 года, который прошёл под наблюдением ООН. По условиям референдума, для выбора в пользу свободной ассоциации необходимо было получить 66 % голосов (615 человек), однако за такое решение высказалось лишь 60 % проголосовавших. Второй референдум, прошедший с 20 по 24 октября 2007 года в присутствии наблюдателей ООН, вопреки ожиданиям почти стопроцентного результата, дал только 64,5 % голосов «за» (недобрав всего 16 голосов до необходимых 2/3). Таким образом, Токелау сохранил прежний статус несамоуправляющейся территории под внешним управлением.

## Административное деление
Токелау делится на 3 атолла: Атафу, Нукунону и Факаофо. Каждый из них имеет одноимённый административный центр.
| №                                                       | Атолл    | Административный центр | Площадь суши, км² | Площадь лагуны, км² | Население, чел. (2011)* | Население, чел. (2016-10-18)* | Плотность, чел./км² * |
| ------------------------------------------------------- | -------- | ---------------------- | ----------------- | ------------------- | ----------------------- | ----------------------------- | --------------------- |
| 1                                                       | Атафу    | Атафу                  | 2,03              | 17                  | 494 / 405               | 541 / 513                     | 266,50 / 252,71       |
| 2                                                       | Нукунону | Нукунону               | 5,46              | 98                  | 407 / 320               | 452 / 381                     | 82,78 / 69,78         |
| 3                                                       | Факаофо  | Факаофо                | 2,63              | 50                  | 510 / 480               | 506 / 391                     | 192,40 / 148,67       |
|                                                         | Всего    |                        | 10,12             | 165                 | 1 411 / 1 205           | 1 499 / 1 285                 | 148,12 / 126,98       |
| Примечание: * Постоянное население / Наличное население |          |                        |                   |                     |                         |                               |                       |

## Население
| Численность населения на 1 января | Численность населения на 1 января |
| 2011                              | 2016                              |
| --------------------------------- | --------------------------------- |
| 1411                              | ↗1499                             |

- Этнический состав: полинезийцы, небольшое количество англо-полинезийских метисов.
- Религии: христиане, в том числе конгрегационалисты (50,4 %), католики (38,7 %), пресвитериане (5,9 %)[6].

## Экономика
Жители островов живут за счёт рыболовства и средств, присылаемых родственниками из-за границы. Существенную финансовую помощь оказывает Новая Зеландия. Некоторый доход приносит выпуск почтовых марок и сувенирных монет. Значительную часть дохода страны составляет национальная доменная зона .tk. Доходы от рекламы в данной доменной зоне составляют около 20 % валового продукта территории.
Выращиваются кокосы, хлебное дерево, папайя, бананы. Разводятся свиньи, козы, домашняя птица.
До 2012 года электроэнергия вырабатывалась с помощью дизельных электростанций. Расходы на приобретение дизельного топлива составляли примерно 1 миллион долларов в год. С ноября 2012 года острова Токелау полностью перешли на солнечную энергию. Стоимость проекта составила 8,5 миллиона долларов, из которых семь миллионов были выделены властями Новой Зеландии.
Согласно отчёту ЦРУ за 2001 год, Токелау замыкает список стран по паритетному объёму ВВП.